# Mount Colombo
Mount Colombo ist eine 1071 m hohe, gebirgige Formation im westantarktischen Marie-Byrd-Land. Er ragt 5 km nördlich des Mount Richardson im nordöstlichen Teil der Fosdick Mountains in den Ford Ranges auf.
Entdeckt wurde er bei einem Überflug am 5. Dezember 1929 im Zuge der ersten Antarktisexpedition (1928–1930) des US-amerikanischen Polarforschers Richard Evelyn Byrd. Namensgeber ist Louis P. Colombo (1910–1995), Teilnehmer der United States Antarctic Service Expedition (1939–1941), die im Dezember 1940 das Gebiet um dieses geografische Objekt besuchte.